# برايان إيستون
برايان إيستون (بالإنجليزية: Brian Easton)‏ هو اقتصادي نيوزيلندي، ولد في 1943.